# Azuritbergbau in Wallerfangen

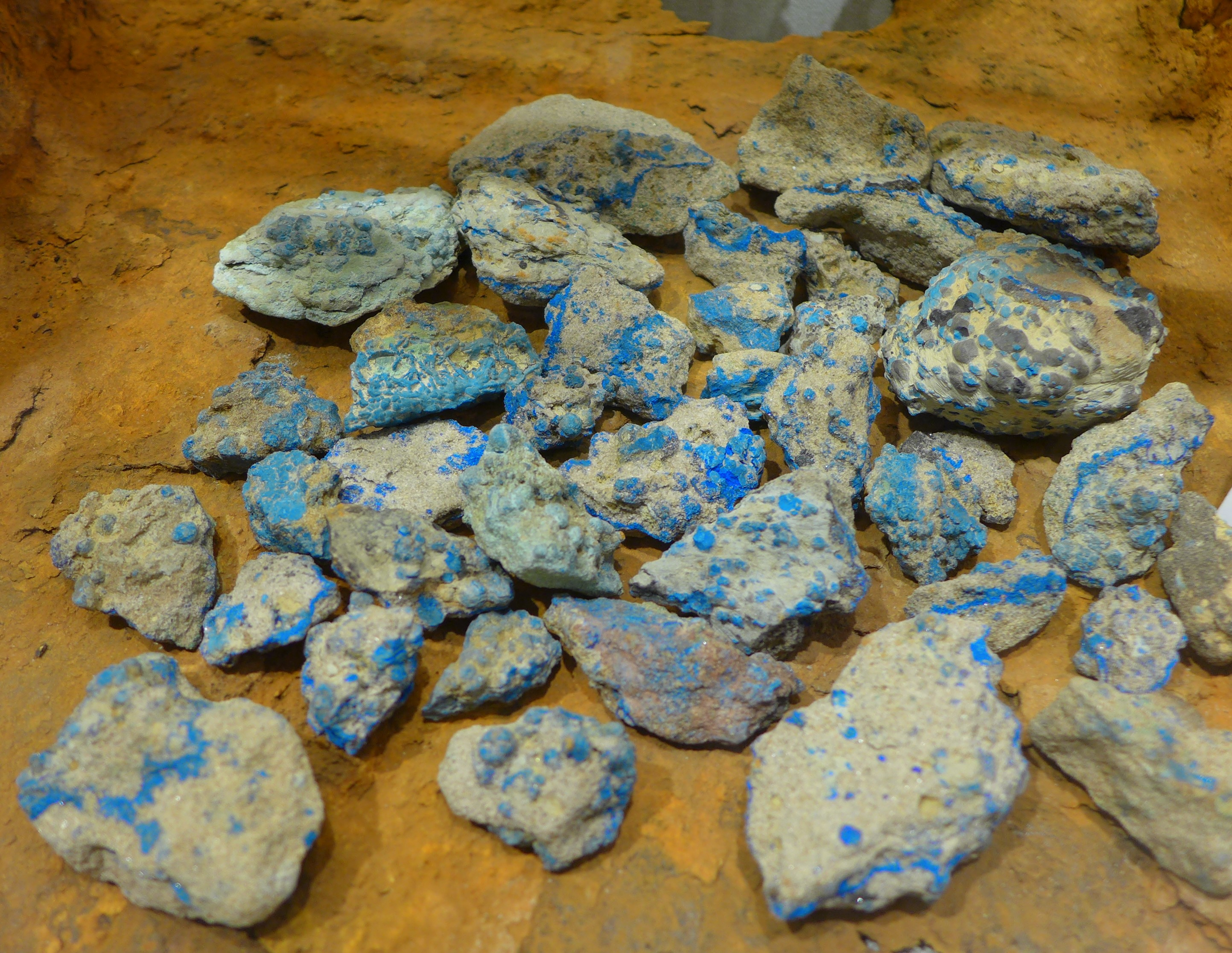
Azurit, das „Blaue Gold“ von Wallerfangen

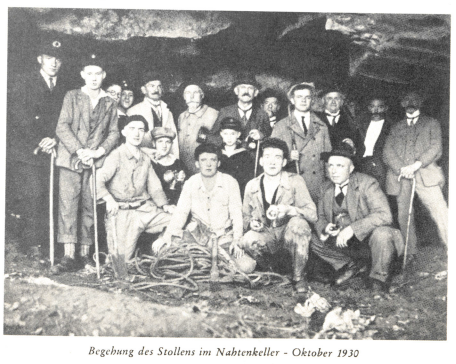
Blaugräber-Gruppe vor dem Stollen Nahtenkeller in St. Barbara, 1930

Azuritbergbau in Wallerfangen wurde von der römischen Zeit bis ins 19. Jahrhundert betrieben. In Wallerfangen und seinen heutigen Ortsteilen St. Barbara sowie Oberlimberg wurde in Stollen- und Schachtsystemen Erz mit dem Kupfermineral Azurit abgebaut. Im Mittelalter bestand in Wallerfangen eine Zunft von Bergleuten, die Blaugräber genannt wurden.

## Bruderschaft der Blaugräber
Im mittelalterlichen Wallerfangen, dass zu dieser Zeit noch Walderfingen hieß, blühte das Zunftwesen. Die Blaugräber waren in der nach dem Dreißigjährigen Krieg wieder aufstrebenden Stadt eine angesehene Bruderschaft, die Privilegien besaß. Neben dem eigentlichen Bergrecht, also der Baukonzession, besaßen sie z. B. auch ein Vorkaufsrecht am Markttag, das Abhalten von Hochämtern und Messen für Verstorbene sowie kollektiven Besitz von Viehweiden. Patronatstag der Zunft war Mariä Opferung, der 21. November. Verehrt wurde auch die Hl. Barbara, die Patronin der Bergleute. Bei zahlreichen Felsgravuren in den Sandsteinfelsen von Wallerfangen handelt es sich um die Darstellung früher Bergmannsuniformen. Stilistisch lassen sich die Uniformen ca. 1720–1780 einordnen.

## Das Blauerz Azurit
Beim „blauen Gold“ von Wallerfangen handelt es sich um das basische Kupfercarbonat Cu3(CO3)2(OH)2, das zusammen mit dem grünen Malachit sowohl im oberen Buntsandstein als auch in den tönernen Zwischenschichten, den sogenannten Letten, vorkommt. Die Erscheinungsform reicht von kleinen, millimetergroßen Einsprenkelungen und flächigen Imprägnationen bis hin zu mehreren zentimetergroßen Konglomeraten, den sogenannten Knotten. Azurit ist der Ausgangsstoff zur Verhüttung zu Kupfer. Es dient auch der Erzeugung des Farbpigments Wallerfanger Blau (auch bekannt als Ägyptisch Blau, Bergblau oder Kupferlasur). Beide Varianten haben einen aufwendigen Herstellungsprozess. Kommt es bei der Verhüttung hauptsächlich auf hohe Temperaturen in den Schmelzöfen an, verlangt die Herstellung des Pigments eher mechanische und chemische Prozesse, besonders das Mahlen und das Läutern bzw. Laugen mit starker Salzsäure.

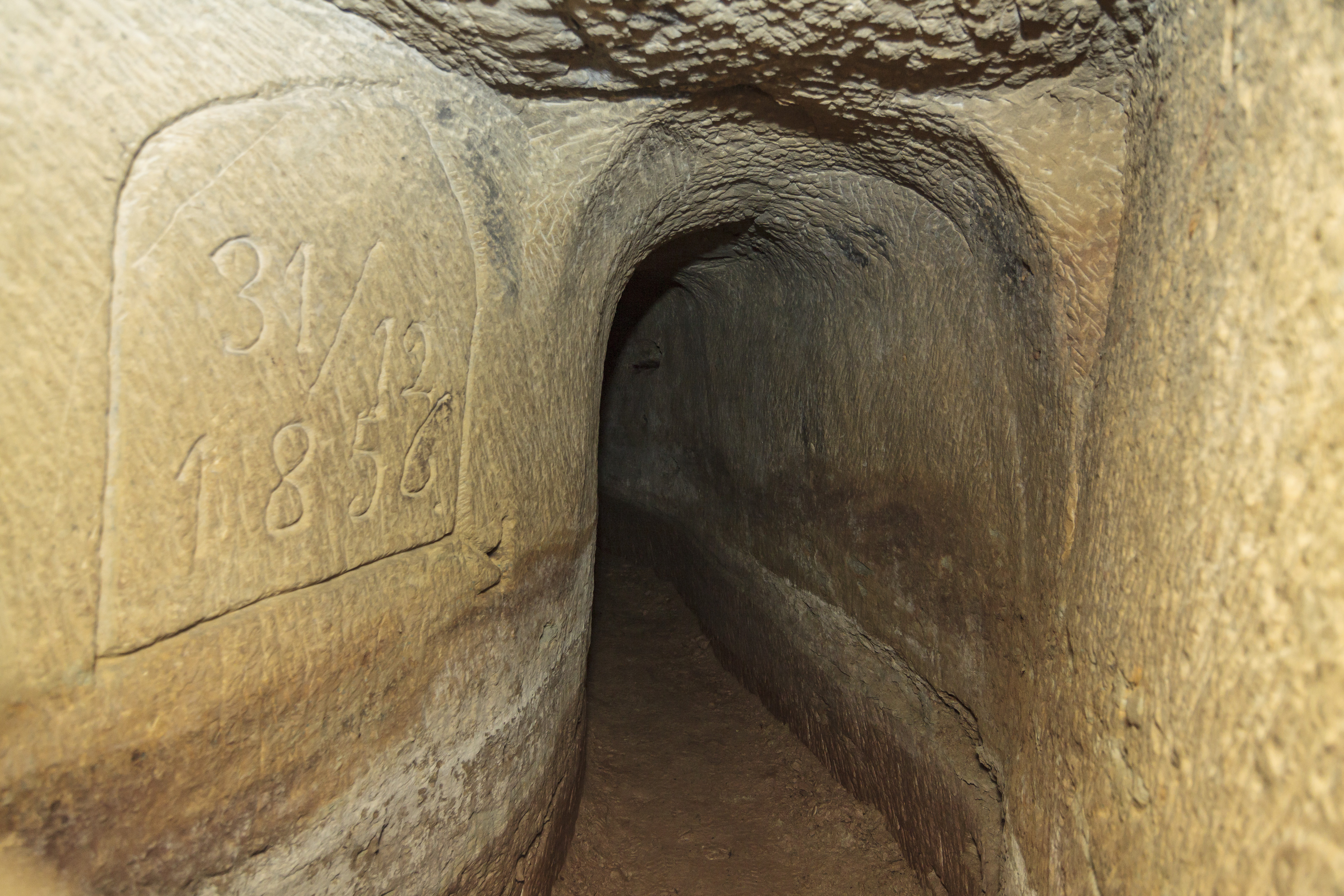
Strecke im Stollen „Sonnenkupp“ mit Inschrift der Abbau-Periode „Paulshoffnung“ 1855–57

Sowohl zur römischen Zeit wie auch in den meisten späteren Abbauperioden ging es in Wallerfangen überwiegend um die Erzeugung des begehrten blauen Farbpigments, nicht um die Verhüttung zu Kupfer. Das Farbpigment wurde nicht nur zur Malerei benutzt, sondern auch als Schminke. Die weite Verbreitung des Wallerfanger Blaus u. a. in Fresken und Gemälden ist mehrfach nachgewiesen, beispielsweise in Trier, Köln, Borg und Xanten. Sogar Albrecht Dürer soll das hochwertige Pigment aus Wallerfangen verwendet haben.
Erst in der letzten Periode des Bergbauunternehmens Paulshoffnung von 1855 bis 1857 versuchte man wieder metallenes Kupfer aus dem Azurit zu gewinnen, musste aber letztendlich die mangelnde Rentabilität feststellen.

## Ursprung
Möglicherweise wurde schon zur Bronzezeit in Wallerfangen Azurit abgebaut. Bergbauspuren aus dieser Zeit sind nicht nachweisbar, vermutlich weil sich die Vorkommen noch im Tagebau fördern ließen und sie durch spätere Abbaue überprägt wurden. Auch war ein Auflesen beispielsweise in ausgewaschenen Bachläufen, den sog. Tobeln möglich.
Die Römer hinterließen eindeutige Spuren des Azuritbergbaus, sowohl in der Bearbeitung der Stollen als auch in der Umgebung der Bergwerke. Einzigartig ist die Inschrift am Emilianus-Stollen aus dem 2. bis 3. Jahrhundert n. Chr. Diese ist die einzige noch erhaltene Okkupationsinschrift (Besitzanspruch) nach dem römischen Bergrecht: lex metallis dicta.
Eine noch einfache Art der Gewinnung war auch der Pingenbau. Die trichterförmigen Überreste sind in der Umgebung noch hundertfach vorhanden.

## Bergbauüberreste

Wappen der Blaugräber-Gruppe von 2016

In Wallerfangen und Umgebung sind 28 Bergbau-Objekte aus den verschiedenen Epochen des Azuritbergbaus nachgewiesen. Zum  1976 gegründeten Verein für Heimatforschung Wallerfangen e.V gehört die Arbeitsgruppe „Historischer Azuritbergbau“, die über Jahrzehnte viel zur Erkundung der Gruben beigetragen hat.
Seit den 1990er Jahren sind alle größeren Bergbausysteme auf Anweisung des saarländischen Bergamtes vergittert worden und nur noch in genehmigten Ausnahmefällen zugänglich. Dies dient dem Schutz der Besucher und der denkmalgeschützten Bergwerksstätten. Zudem sollen die unter Artenschutz stehenden Fledermäuse in ihrem Winterquartier geschont werden. 
Einziger öffentlich zugänglicher Stollen ist das Besucherbergwerk „Emilianus-Stollen“ in St. Barbara, in dem regelmäßig Führungen durch den Landkreis Saarlouis und den Verein für Heimatforschung Wallerfangen e.V. angeboten werden.
Darüber hinaus besteht die Möglichkeit im Historischen Museum Wallerfangen einige Stollenabschnitte durch einen Touchscreen-Monitor oder mittels VR-Brillen digital zu betrachten.

## Forschungen

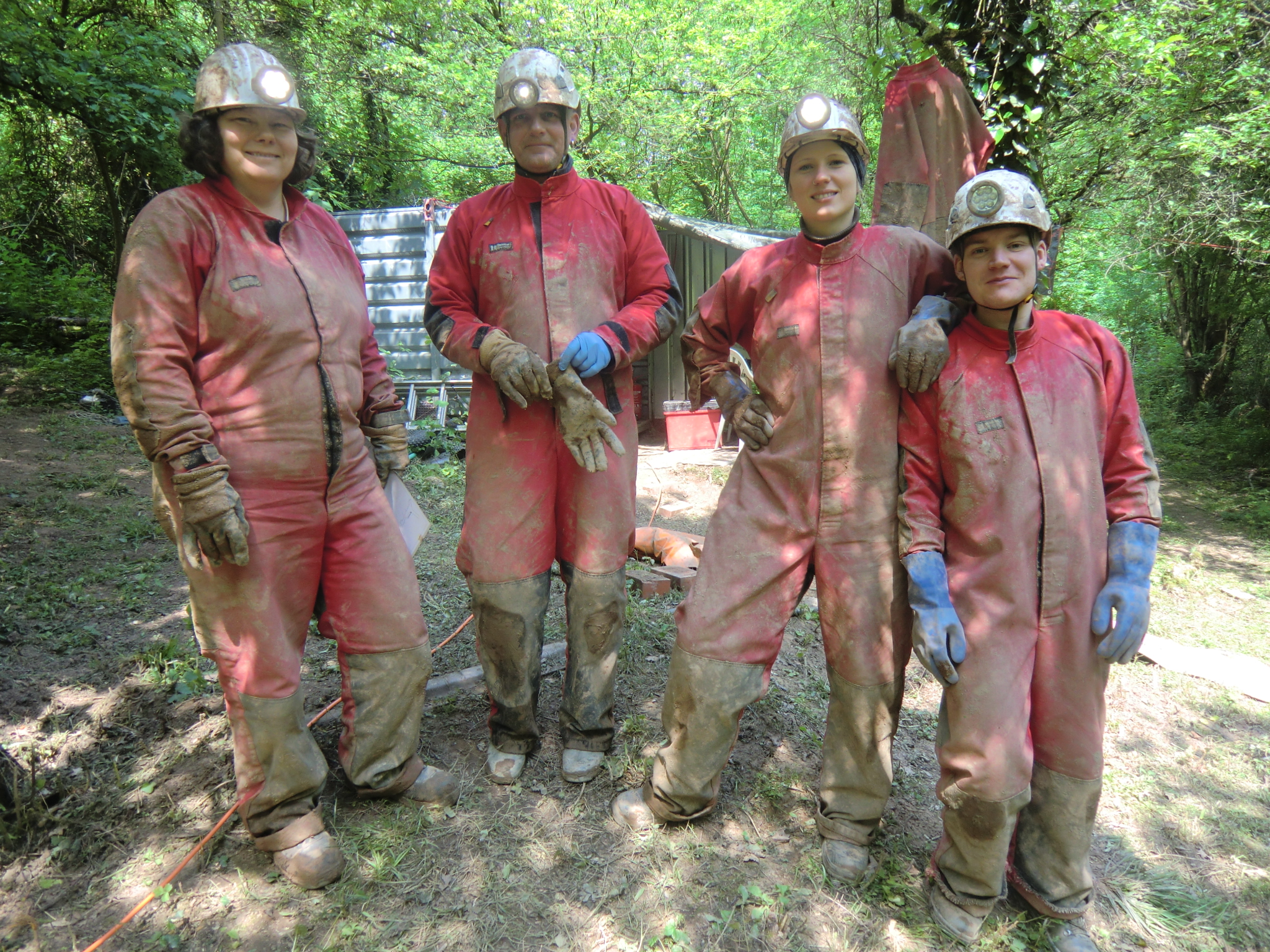
Team einer Grabungskampagne des Deutschen Bergbau-Museums Bochum

Von 1966 bis 2019 erforschten vor allem die Montanarchäologinnen und Montanarchäologen des Deutschen Bergbau-Museums Bochum in sechs Grabungskampagnen die Wallerfanger Stollen und Schächte, besonders den Stollen Bruss (Grabungsleitung Gerd Weisgerber und Gabriele Körlin). Eine 2016 formierte Gruppe von „Blaugräbern“ sieht ihre Aufgabe darin, die Wallerfanger Unterwelten mit modernsten Messmitteln und digitalen Medien zu erforschen und dokumentieren.
Seit 2023 nutzt das Helmholtz-Institut in Saarbrücken (HIPS) unter der Leitung von Daniel Krug das jahrhundertelang ungestörte Bakterienvorkommen in den alten Stollen, um Alternativen zu inzwischen unwirksamen Antibiotika zu entwickeln. Speziell von Interesse sind hier Kulturen, die sich im Laufe der Zeit um die eigentlich toxischen Kupferderivate gebildet haben.